# Ben & Jerry's
Ben & Jerry’s est une marque américaine, fondée en 1978 par Ben Cohen et Jerry Greenfield (en), qui commercialise des crèmes glacées et des sorbets. L’entreprise a son siège social à South Burlington dans l’État du Vermont aux États-Unis et appartient au groupe Unilever depuis 2000.
Présenté comme le glacier « woke », la société est connue pour ses positions politiques et sociétales notamment en faveur de l'immigration, pour le mariage des couples de même sexe ou encore en faveur de la Palestine. 

## Histoire
Cette section ne s'appuie pas, ou pas assez, sur des sources secondaires ou tertiaires indépendantes du sujet. Le texte peut contenir des analyses inexactes ou inédites de sources primaires.
Pour l'améliorer, ajoutez-en, ou placez des modèles {{Source secondaire souhaitée}} ou {{Source secondaire nécessaire}} sur les passages mal sourcés. (septembre 2023)

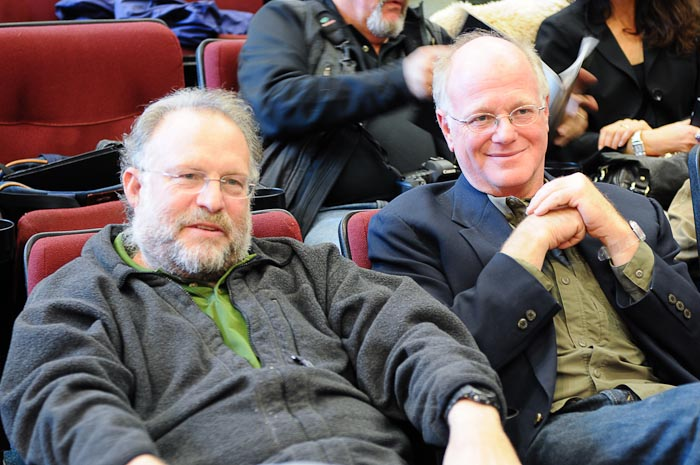
Jerry Greenfield (à gauche) et Ben Cohen, en 2010.

Ben Cohen et Jerry Greenfield se rencontrent sur les bancs de l’école en 1963. Leur point commun : ils sont les seuls élèves à ne pas pouvoir courir un kilomètre en moins de sept minutes.
Après des études de poterie pour Ben et deux tentatives d’entrée en école de médecine ratées pour Jerry, les deux amis apprennent en 1977 à fabriquer des crèmes glacées via des cours par correspondance de l’université d'État de Pennsylvanie.
Le 5 mai 1978, avec un capital de 12 000 $, ils ouvrent la première boutique Ben & Jerry’s à Burlington (Vermont), dans une ancienne station-service.
En 1979, la marque célèbre son premier anniversaire en offrant ses glaces lors d’un événement appelé Free Cone Day.
En 1981, le magazine Time attribue à Ben & Jerry’s le titre de « Meilleures glaces du monde ».
Initialement, aucun salaire horaire ne peut être supérieur à cinq fois celui des employés les moins bien payés. En 1994, les salaires de base sont de 12 US$/heure, et l'employé le mieux rémunéré est le président et directeur d'exploitation Chuck Lacy, qui gagne annuellement 150 000 US$. Quand, en 1994, Ben Cohen démissionna de son poste de directeur général et que Ben & Jerry's annonce être à la recherche d'un nouveau DG, l'entreprise met fin à sa politique de modération salariale.
En 2000, le groupe Unilever rachète l’entreprise pour 326 millions de dollars. Yves Couette est nommé PDG de Ben & Jerry’s. La marque conserve cependant son indépendance avec un siège social dans le Vermont séparé d’Unilever, et un comité de direction indépendant. Bien que les noms des fondateurs soient toujours attachés au produit, ils n'occupent aucun poste de direction et ne sont pas impliqués dans la gestion quotidienne de l'entreprise.

## Prises de position de l'entreprise
La société a la réputation d'être « très engagée » notamment pour défendre publiquement des causes « progressistes » tel que le mariage homosexuel, le droit à l'avortement, le mouvement Black Lives Matter
En février 2016, le cofondateur de Ben & Jerry's, Ben Cohen, crée une saveur de crème glacée appelée « Bernie's Yearning » pour soutenir la candidature du sénateur américain Bernie Sanders à la présidence lors des primaires démocrates de 2016 contre la secrétaire d'État Hillary Clinton.
En mars 2025, Unilever démet de ses fonctions Dave Stever, le directeur général, après lui avoir demandé d'arrêter de prendre position ce que celui-ci aurait refusé. Ben & Jerry's décide de déposer plainte contre sa maison mère. 

### Pour le mariage homosexuel
Selon Ben & Jerry’s, en septembre 2009, Ben & Jerry’s soutient la décision du Vermont (État d’origine de Ben & Jerry’s) de reconnaître officiellement le mariage de couples de même sexe. La glace Chubby Hubby (« mari dodu » en anglais) est ainsi renommée Hubby Hubby (« mari mari » en anglais)[source insuffisante].

### Pour l'immigration
À travers plusieurs spots publicitaires et messages sur ses pots de glace, Ben & Jerry’s affirme ses positions ouvertes en matière d'immigration. Ainsi, à partir de 2018, des millions de pots de glace Ben & Jerry’s portent le slogan « refugees welcome ». Dans un tweet du 1er avril 2020, Ben & Jerry’s France demande la régularisation de la totalité des sans-papiers présents en France pour les soigner gratuitement et rapidement dans le contexte de la pandémie de COVID-19.
En août 2020, Ben & Jerry's attire les critiques de plusieurs commentateurs britanniques et responsables gouvernementaux pour avoir défendu les traversées de la Manche des migrants en provenance de France, qui avaient commencé après un tweet envoyé à la secrétaire d'État à l'Intérieur Priti Patel, appelant à leur traitement en tant que demandeurs d'asile. La société soutient alors que les personnes ne peuvent pas être illégales, même lorsqu'elles entrent dans un pays pour des raisons économiques en provenance d'un pays développé comme la France. Une source du ministère de l'Intérieur a répondu que la secrétaire d'État travaille pour mettre fin à ces traversées en bateau « facilitées par des gangs criminels internationaux », qui « préoccupent à juste titre le peuple britannique », même, « si cela signifie bouleverser l'équipe des médias sociaux pour une marque de malbouffe trop chère ». Le ministre James Cleverly a également critiqué les déclarations de l'entreprise comme étant statistiquement inexactes. Le magazine Spiked considère les déclarations comme hypocrites en raison des propres pratiques de l'entreprise dont les fournisseurs traitent « ses travailleurs migrants comme du bétail ». Renvoyant à une campagne menée par des travailleurs migrants dans des fermes laitières qui approvisionnaient Ben & Jerry's, la publication a également allégué l'embauche d'immigrants illégaux lesquels auraient été traités avec de mauvaises conditions de travail, logés dans des granges et des remorques non chauffées, et effectuant des journées de 12 à 14 heures pour un salaire à peine minimum.

### En faveur de la Palestine
En 2021, le conseil indépendant de Ben & Jerry's porte plainte contre Unilever. Le glacier avait décidé d'interrompre ses ventes dans les colonies juives de Cisjordanie pour protester contre le morcelage du territoire palestinien. Unilever avait répondu en cédant l'activité israélienne à un producteur local. En 2022, un accord amiable est trouvé, Ben & Jerry's devenant une entité séparée en Israël, Unilever acceptant de son côté, de financer des œuvres humanitaires au Moyen-Orient.
En 2024, Ben & Jerry's porte plainte à nouveau contre le groupe Unilever pour lui avoir interdit de prendre la défense des droits des Palestiniens. En décembre, le fabricant de glaces souhaitait appeler à un cessez-le-feu immédiat dans un communiqué. Unilever avait menacé de démanteler son conseil d'administration indépendant et de poursuivre les dirigeants s'ils mettaient leur plan à exécution. Unilever a interdit à l'entreprise de prendre position en faveur de l'accueil des réfugiés palestiniens au Royaume-Uni, de la liberté d'expression des manifestants pro-Gaza sur les campus américains ou contre les livraisons d'armes à Israël.
Unilever aurait également cherché à bloquer une partie des 5 millions de dollars que Ben & Jerry’s aurait déclaré avoir le droit de verser à des organisations de défense des droits de l’homme en vertu de leur accord de 2022 sur les questions de Cisjordanie. La plainte affirme qu’Unilever s’est opposée à l’octroi de fonds à Jewish Voice for Peace, un groupe de défense de gauche qui a critiqué Israël, et à la section de San Francisco du Council on American-Islamic Relations, invoquant la nécessité de la neutralité.
Unilever a affirmé que la marque Ben & Jerry's n'est pas à vendre, mettant fin aux rumeurs à ce propos.

## Controverses
En 2010, Ben & Jerry's doit retirer la mention « All Natural » de ses pots sous la pression d'associations de consommateurs américains. Ces associations considéraient cette mention trompeuse, car les glaces en question contiennent de la poudre de sirop de maïs, du dextrose anhydre, de l'huile de soja partiellement hydrogénée et d'autres ingrédients modifiés chimiquement,,.
En 2015, des militants de l'association Migrant Justice ont manifesté devant les magasins Ben & Jerry’s dans 16 villes. Lors de la Journée internationale des travailleurs, les intervenants d'un rassemblement devant le siège social de Ben & Jerry's dans le Vermont ont décrit les conditions de travail dans la chaîne d'approvisionnement de l'entreprise, d'autres ont parlé de privation de sommeil, à cause de la traite de minuit, des quarts de travail de 12 à 14 heures, sans jour de congé, qui sont courants, ainsi que des conditions de logement des travailleurs dans des granges et des remorques non chauffées pendant les longs hivers glaciaux du Vermont. Le 17 juin 2017, des militants ont marché sur 13 miles de la maison d'État du Vermont jusqu'au siège de Ben & Jerry's. Dix jours plus tard, des congrégations presbytériennes à travers les États-Unis ont envoyé une lettre commune exhortant la société à signer l'accord Milk with Dignity. Le 3 octobre, Ben & Jerry's a finalement signé l'accord accordant aux travailleurs laitiers de leur chaîne d'approvisionnement une journée complète de congé chaque semaine, le salaire minimum du Vermont (10 $ de l'heure), au moins huit heures entre les quarts de travail et une garantie que le logement comprendra un vrai lit (pas de tas de paille), l'électricité et l'eau courante propre.
En mars 2023, une enquête du New York Times dénonce l'utilisation de jeunes enfants, principalement latino-américains, dans de grosses usines travaillant pour un certain nombre de grandes sociétés américaines dont Ben & Jerry's.

## Autour de la marque
- Ben & Jerry’s fait visiter son usine historique de Waterbury, toujours en activité. Il s’agit d’un des lieux touristiques les plus visités du Vermont[19][source insuffisante].
- La mascotte officielle de Ben & Jerry's est une vache du nom de Woody.
- En 2004, les Français Michel et Augustin se sont inspirés de l'esprit de Ben & Jerry's pour fonder leur entreprise[20].